# Bernhard Neumann (Theologe)
Bernhard Neumann SAC (* 29. Oktober 1928 in Seitendorf, Kreis Frankenstein (Schlesien); † 19. November 2018 in Limburg an der Lahn) war ein deutscher katholischer Theologe.

## Leben
Bernhard Neumann war der Sohn des Sattlers und Tapezierers Josef Neumann und seiner Ehefrau Anna, geb. Heidrich. Er besuchte das Vinzenz-Pallotti-Kolleg in Katscher und die Städtische Oberschule in Frankenstein. Nach der Vertreibung aus Schlesien trat er 1946 den Pallottinern bei und studierte Philosophie im Ordensseminar in Olpe und Theologie an der Theologischen Hochschule Vallendar und in Rom.
Der italienische Missionsbischof Gaetano Mignani SAC weihte ihn am 14. Februar 1954 in Rom zum Priester. In Mariä Himmelfahrt (Meschede) feierte er eine Woche später die Primiz. Im Juni 1955 erlangte er in Rom das theologische Lizentiat, und am 10. April 1957 die Promotion zum Doktor der Theologie an der Päpstlichen Universität Gregoriana.
In Vallendar lehrte er als Dogmatik-Professor an der PTH Vallendar. Nach zusätzlichen Studien in Marburg lehrte er ab 1965 das Fach Religionswissenschaft bzw. Vergleichende Religionsgeschichte. Er wurde im Juli 1996 emeritiert.
Neumann war Schriftleiter der Zeitschrift Lebendiges Zeugnis. 

## Schriften (Auswahl)
- Der Mensch und die himmlische Seligkeit nach der Lehre Gottfrieds von Fontaines. Lahn-Verlag, Limburg 1958, OCLC 924053400.